# Fluenz
Die Fluenz {\displaystyle \Phi } ist eine physikalische Größe zur Beschreibung von Strahlung oder bewegter Materie. Sie bezeichnet beispielsweise die Anzahl von Teilchen {\displaystyle N}, die durch eine Fläche {\displaystyle A} hindurchgetreten sind:
{\displaystyle \Phi ={\frac {N}{A}}}
Ihre Dimension ist demnach Anzahl/Fläche, ihre SI-Einheit m−2.
Die Fluenz ist das Integral einer Flussdichte {\displaystyle F} über die Zeit:
{\displaystyle \Phi =\int Fdt},
bei zeitlich gleichbleibender Flussdichte also einfach das Produkt Flussdichte mal Zeit.
Die Fluenz nimmt mit dem Abstand r von einer punktförmigen Strahlungsquelle proportional zu 1/r2 ab:
{\displaystyle \Phi \propto {\frac {1}{r^{2}}}}
Sie sinkt mit zunehmendem Abstand noch stärker, falls das Material auf dem Weg zwischen Quelle und betrachteter Fläche absorbiert wird oder zerfällt.

## Neutronenfluenz
Obwohl die physikalische Größe Neutronenfluss kein Vektorfeld ist, wird in der Reaktorphysik auch in diesem Fall das Zeitintegral über diese Größe als Fluenz bezeichnet. Anwendungsbeispiel: Bei Castor-Behältern der Bauart V/19 ist nach Angaben des Bundesamtes für Strahlenschutz unterhalb einer Neutronenfluenz von 1018 Neutronen/cm2 noch nicht mit Materialversprödung zu rechnen.